# Leafy
Leafy, egentligen Gary Garfield Beckford, född 24 januari 1967 är en reggaeartist och toastare från London, även känd som Leaf Nuts.
Leafy arbetar med Chilly, egentligen Kent Westerberg, i musikgruppen Chilly & Leafy från Västerås, som spelar dancehall.
Leafy blev under sin uppväxt i södra London introducerad för dancehall och reggae av sin äldre bror, som spelade i ett band. År 1991 flyttade Leafy till Sverige där han höll sitt reggaeintresse vid liv genom klubbar i Stockholm. År 1998 bildade han och Chilly en duo som kom att framföra dancehall på svenska; år 1999 spelade de på Hultsfredsfestivalen och Storsjöyran.
År 2001 grundade Leafy skivbolaget Unda Dawg tillsammans med Chilly och Pontus Pålsson.
Leafy har även samarbetat med The Latin Kings och Fronda.